# Collegio uninominale Lombardia - 18
Il collegio elettorale uninominale Lombardia - 18 è stato un collegio elettorale uninominale della Repubblica Italiana per l'elezione del Senato tra il 2017 ed il 2022.

## Territorio
Come previsto dalla legge elettorale italiana del 2017, il collegio era stato definito tramite decreto legislativo all'interno della circoscrizione Lombardia.
Era formato dal territorio di 126 comuni: Acquanegra sul Chiese, Alfianello, Asola, Bagnolo San Vito, Bigarello, Bonemerse, Borgo Virgilio, Borgofranco sul Po, Bozzolo, Ca' d'Andrea, Calvatone, Canneto sull'Oglio, Cappella de' Picenardi, Carbonara di Po, Casalmaggiore, Casalmoro, Casaloldo, Casalromano, Castel d'Ario, Castel Goffredo, Castelbelforte, Casteldidone, Castellucchio, Castiglione delle Stiviere, Cavriana, Cella Dati, Ceresara, Cicognolo, Cingia de' Botti, Commessaggio, Corte de' Cortesi con Cignone, Corte de' Frati, Curtatone, Derovere, Dosolo, Drizzona, Fiesse, Gabbioneta-Binanuova, Gadesco-Pieve Delmona, Gambara, Gazoldo degli Ippoliti, Gazzuolo, Gerre de' Caprioli, Goito, Gonzaga, Grontardo, Guidizzolo, Gussola, Isola Dovarese, Magnacavallo, Malagnino, Mantova, Marcaria, Mariana Mantovana, Marmirolo, Martignana di Po, Medole, Milzano, Moglia, Monzambano, Motta Baluffi, Motteggiana, Olmeneta, Ostiano, Ostiglia, Pegognaga, Persico Dosimo, Pescarolo ed Uniti, Pessina Cremonese, Piadena, Pieve di Coriano, Pieve d'Olmi, Pieve San Giacomo, Piubega, Poggio Rusco, Pomponesco, Pontevico, Ponti sul Mincio, Porto Mantovano, Pozzaglio ed Uniti, Pralboino, Quingentole, Quinzano d'Oglio, Quistello, Redondesco, Remedello, Revere, Rivarolo del Re ed Uniti, Rivarolo Mantovano, Robecco d'Oglio, Rodigo, Roncoferraro, Roverbella, Sabbioneta, San Benedetto Po, San Daniele Po, San Giacomo delle Segnate, San Giorgio di Mantova, San Giovanni del Dosso, San Giovanni in Croce, San Martino dall'Argine, San Martino del Lago, Scandolara Ravara, Scandolara Ripa d'Oglio, Schivenoglia, Seniga, Sermide e Felonica, Serravalle a Po, Solarolo Rainerio, Solferino, Sospiro, Spineda, Stagno Lombardo, Sustinente, Suzzara, Tornata, Torre de' Picenardi, Torricella del Pizzo, Verolavecchia, Vescovato, Viadana, Villa Poma, Villimpenta, Volongo, Volta Mantovana, Voltido.
Il collegio era parte del collegio plurinominale Lombardia - 01.

## Eletti
| Elezione | Elezione | Senatore       | Partito           |
| -------- | -------- | -------------- | ----------------- |
|          | 2018     | Isabella Rauti | Fratelli d'Italia |

## Dati elettorali

### XVIII legislatura
Come previsto dalla legge elettorale, 116 senatori erano eletti con sistema a maggioranza relativa in altrettanti collegi uninominali a turno unico.
| Candidati              | Candidati                | Voti    | %     | Liste                           | Voti    | %     |
| ---------------------- | ------------------------ | ------- | ----- | ------------------------------- | ------- | ----- |
|                        | Isabella Rauti ✔️ Eletto | 119 726 | 44,42 | Lega                            | 74 073  | 27,49 |
| Forza Italia           | Isabella Rauti ✔️ Eletto | 119 726 | 44,42 | 33 229                          | 12,33   |       |
| Fratelli d'Italia      | Isabella Rauti ✔️ Eletto | 119 726 | 44,42 | 10 514                          | 3,90    |       |
| Noi con l'Italia - UDC | Isabella Rauti ✔️ Eletto | 119 726 | 44,42 | 1 910                           | 0,71    |       |
|                        | Paolo Alli               | 68 031  | 25,24 | Partito Democratico             | 60 655  | 22,51 |
| +Europa                | Paolo Alli               | 68 031  | 25,24 | 4 684                           | 1,74    |       |
| Italia Europa Insieme  | Paolo Alli               | 68 031  | 25,24 | 1 577                           | 0,59    |       |
| Civica Popolare        | Paolo Alli               | 68 031  | 25,24 | 1 115                           | 0,41    |       |
|                        | Debora Carra             | 63 188  | 23,45 | Movimento 5 Stelle              | 63 188  | 23,45 |
|                        | Alessandro Monicelli     | 7 154   | 2,65  | Liberi e Uguali                 | 7 154   | 2,65  |
|                        | Elisa Sivieri            | 3 762   | 1,40  | CasaPound                       | 3 762   | 1,40  |
|                        | Pietro Marcazzan         | 2 613   | 0,97  | Il Popolo della Famiglia        | 2 613   | 0,97  |
|                        | Fiorenzo Bonatti         | 2 056   | 0,76  | Italia agli Italiani            | 2 056   | 0,76  |
|                        | Cesare Battistelli       | 1 971   | 0,73  | Potere al Popolo!               | 1 971   | 0,73  |
|                        | Stefano Quaglia          | 653     | 0,24  | Per una Sinistra Rivoluzionaria | 653     | 0,24  |
|                        | Barbara Bonini           | 349     | 0,13  | PRI - ALA                       | 349     | 0,13  |
| Totale                 | Totale                   | 269 503 | 100   |                                 | 269 503 | 100   |
|                        |                          |         |       |                                 |         |       |
| Voti non validi        | Voti non validi          | 7 594   | 2,74  |                                 |         |       |
| Votanti                | Votanti                  | 277 097 | 75,86 |                                 |         |       |
| Elettori               | Elettori                 | 365 256 |       |                                 |         |       |